# Gheorghe Cârciu
Gheorghe-Florin Cârciu (ur. 14 kwietnia 1973 w Bixadzie) – rumuński polityk i przedsiębiorca, w latach 2022–2024 sekretarz stanu, poseł do Parlamentu Europejskiego X kadencji.

## Życiorys
Absolwent wydziału nauk ekonomicznych na Universitatea Europeană „Drăgan” din Lugoj. W pierwszej połowie lat 90. zajął się prowadzeniem własnej działalności gospodarczej we Francji, zawodowo związany z sektorem budowlanym. Działał w ekologicznym ugrupowaniu PER, później dołączył do Partii Socjaldemokratycznej, gdzie współpracował z Paulem Stănescu. W styczniu 2022 premier Nicolae Ciucă powołał go na sekretarza stanu do spraw diaspory. W wyborach w 2024 został wybrany do Parlamentu Europejskiego X kadencji.